# Nicola Bellomo (calciatore)
Nicola Bellomo (Bari, 18 febbraio 1991) è un calciatore italiano, centrocampista del Bari.

## Caratteristiche tecniche
Nato come centrocampista centrale, nelle ultime stagioni a Bari è stato spesso impiegato nel ruolo di trequartista. A volte può giocare anche come seconda punta. Destro di piede, ha una buona conclusione dalla distanza ed è anche un ottimo tiratore di calci piazzati. Ha dichiarato di ispirarsi a Marco Verratti.

## Carriera

### Club
Cresce nel settore giovanile del Bari, con cui esordisce in Serie B al termine della stagione 2008-2009, il 16 maggio, contro il Modena, subentrando a Daniele De Vezze. Confermato in prima squadra anche per l'anno successivo, non scende mai in campo, disputando esclusivamente il campionato Primavera.
Il 15 luglio 2010 è ufficiale il suo trasferimento in prestito secco alla Lucchese, ma dopo nemmeno un mese fa ritorno al Bari, che il 9 agosto lo gira, sempre in prestito, al Barletta, in Lega Pro Prima Divisione. Dopo aver debuttato con la nuova maglia il 22 agosto 2010 contro la Lucchese, il 3 ottobre successivo mette a segno la prima doppietta in carriera nel match casalingo contro il Cosenza. A fine stagione totalizza in tutto 33 presenze e 6 reti.
L'anno seguente torna al Bari, che lo conferma in rosa per la Serie B 2011-2012, facendogli anche firmare il prolungamento di contratto fino al 2014. Dopo un inizio difficile, diviso solo tra panchine e tribune, l'11 dicembre 2011 segna il suo primo gol in Serie B nella trasferta vinta 3-1 contro il Brescia. A fine anno sono in tutto 16 le partite disputate, con due gol.
Il 27 agosto 2012 il Chievo Verona ne preleva la metà del cartellino, in cambio del trasferimento di Andrea De Falco al Bari. Il giocatore rimane, comunque, alla società pugliese anche per la stagione successiva, viene promosso titolare dall'allenatore Vincenzo Torrente, che lo schiera come trequartista. Il 25 settembre 2012 è grande protagonista nella vittoria per 2-1 contro la Pro Vercelli, in cui realizza prima un gol dalla lunga distanza e poi quello della vittoria, da calcio piazzato. Va ancora a segno per quattro volte in campionato, terminando la stagione con 35 presenze e 6 reti.
Il 3 luglio 2013 il Torino acquista la metà del cartellino di proprietà del Bari per 1,4 milioni. Il 17 agosto seguente debutta con la maglia granata nella partita di Coppa Italia Torino-Pescara (1-2). Il 25 settembre 2013 fa il suo esordio in serie A, in occasione del pareggio interno del Torino per 2-2 contro l'Hellas Verona. Il 20 ottobre segna il suo primo gol in carriera in Serie A, mettendo a segno il definitivo 3-3 nella partita contro l'Inter.
Dopo 8 partite giocate e un gol segnato in totale, il 29 gennaio 2014 passa in prestito allo Spezia in Serie B.
Mette a segno la sua prima marcatura in trasferta a Brescia il 22 marzo, siglando il 2-0 decisivo che mette al sicuro il risultato. L'11 aprile si ripete segnando, in trasferta a Cesena, la rete del 2-0 con un tiro ad effetto dal limite dell'area. Il 20 giugno 2014 il Chievo riscatta il cartellino del giocatore. Esordisce con la maglia gialloblu in Coppa Italia contro il Pescara. In campionato fa la sua prima apparizione allo stadio San Siro contro il Milan. Il 9 novembre in occasione della partita in casa contro il Cesena regala un assist a Pellissier, il quale segna e regala la prima vittoria casalinga della stagione alla squadra gialloblu.
Il 29 gennaio 2015 il giocatore passa in prestito al Bari, tornando a vestire la maglia biancorossa dopo 2 anni.
Il 19 settembre 2015 firma per l'Ascoli, in prestito per una stagione, con diritto di riscatto.
Il 21 gennaio 2016 si trasferisce al Vicenza in prestito biennale,con la maglia dei berici colleziona nella prima stagione in Veneto 9 presenze. In estate viene riscattato dall'Ascoli e disputa nella stagione seguente con i biancorossi 40 gare andando a segno in 5 occasioni che però non bastano a salvare i vicentini dalla retrocessione in Serie C che avviene all'ultima giornata in casa contro lo Spezia.
Il 31 agosto 2017 l'Alessandria comunica il suo acquisto a titolo definitivo. Dopo 14 partite disputate in Serie C, il 24 gennaio 2018 passa sempre a titolo definitivo alla Sambenedettese, con la cui maglia mette a segno un gol in 14 partite sempre in terza serie.
Nella stagione 2018-2019 si trasferisce in Serie B alla Salernitana, dove disputa una sola partita in campionato per poi trasferirsi nella sessione invernale del calciomercato alla Reggina il 20 gennaio 2019, scendendo di nuovo in Serie C; al suo esordio in campionato realizza una rete nella partita vinta per 1-0 contro il Bisceglie.
Il 26 luglio 2022 torna per la quarta volta al Bari, neopromosso in Serie B, con cui sottoscrive un contratto biennale; nella sua prima stagione il club pugliese perde la finale dei play-off contro il Cagliari.
Nel maggio del 2024, Bellomo è stato indagato dalla Procura Federale della FIGC in seguito alla sua espulsione dalla panchina nella gara di ritorno dei play-out di Serie B fra Ternana e Bari, evento che, secondo un'inchiesta del Fatto Quotidiano, aveva generato un flusso anomalo di scommesse in una ricevitoria del capoluogo pugliese. Il mese seguente, anche la Procura e la Guardia di Finanza di Bari hanno aperto un'indagine sullo stesso caso, ma in questo caso il calciatore non è stato coinvolto direttamente. Ad ottobre seguente il caso è stato archiviato in quanto non è stato riscontrato nessun illecito.
L'11 luglio 2025 viene ufficializzato il rinnovo contrattuale con il Bari per un'altra stagione.

### Nazionale
Dopo diverse convocazioni con l'Under-18, con cui però non riesce ad esordire, gioca il 22 settembre 2009 con l'Under-19 in una partita amichevole persa per 4-1 contro i pari età della Danimarca; il successivo 9 febbraio 2011 gioca invece con l'Under-20 in una partita persa per 3-1 contro i pari età della Germania. Nel mese di aprile 2013 viene convocato, insieme ai compagni di squadra Francesco Fedato e Stefano Sabelli, dal ct Devis Mangia per uno stage dell'under 21 in vista degli europei in Israele.
Dal 10 al 12 marzo 2014 è stato convocato dal CT della Nazionale maggiore Cesare Prandelli per uno stage organizzato allo scopo di visionare giovani giocatori in vista dei Mondiali 2014.

## Statistiche

### Presenze e reti nei club
Statistiche aggiornate al 17 agosto 2025.
| Stagione        | Squadra         | Campionato      | Campionato | Campionato | Coppe nazionali | Coppe nazionali | Coppe nazionali | Coppe continentali | Coppe continentali | Coppe continentali | Altre coppe | Altre coppe | Altre coppe | Totale | Totale | Totale |
| Stagione        | Squadra         | Comp            | Presenze   | Reti       | Comp            | Pres            | Reti            | Comp               | Pres               | Reti               | Comp        | Pres        | Reti        | Pres   | Reti   |        |
| --------------- | --------------- | --------------- | ---------- | ---------- | --------------- | --------------- | --------------- | ------------------ | ------------------ | ------------------ | ----------- | ----------- | ----------- | ------ | ------ | ------ |
| 2008-2009       | Bari            | B               | 1          | 0          | CI              | 0               | 0               | -                  | -                  | -                  | -           | -           | -           | 1      | 0      |        |
| 2009-2010       | Bari            | A               | 0          | 0          | CI              | 0               | 0               | -                  | -                  | -                  | -           | -           | -           | 0      | 0      |        |
| 2010-2011       | Barletta        | 1D              | 33         | 6          | CI-LP           | 4               | 0               | -                  | -                  | -                  | -           | -           | -           | 37     | 6      |        |
| 2011-2012       | Bari            | B               | 16         | 2          | CI              | 3               | 1               | -                  | -                  | -                  | -           | -           | -           | 19     | 3      |        |
| 2012-2013       | Bari            | B               | 35         | 6          | CI              | 0               | 0               | -                  | -                  | -                  | -           | -           | -           | 35     | 6      |        |
| 2013-gen. 2014  | Torino          | A               | 7          | 1          | CI              | 1               | 0               | -                  | -                  | -                  | -           | -           | -           | 8      | 1      |        |
| gen.-giu. 2014  | Spezia          | B               | 20+1       | 5          | CI              | -               | -               | -                  | -                  | -                  | -           | -           | -           | 21     | 5      |        |
| 2014-gen. 2015  | Chievo          | A               | 5          | 0          | CI              | 1               | 0               | -                  | -                  | -                  | -           | -           | -           | 6      | 0      |        |
| gen.-giu. 2015  | Bari            | B               | 19         | 2          | CI              | -               | -               | -                  | -                  | -                  | -           | -           | -           | 19     | 2      |        |
| 2015-gen. 2016  | Ascoli          | B               | 12         | 1          | CI              | 0               | 0               | -                  | -                  | -                  | -           | -           | -           | 12     | 1      |        |
| gen.-giu. 2016  | Vicenza         | B               | 9          | 0          | CI              | -               | -               | -                  | -                  | -                  | -           | -           | -           | 9      | 0      |        |
| 2016-2017       | Vicenza         | B               | 33         | 5          | CI              | 1               | 0               | -                  | -                  | -                  | -           | -           | -           | 34     | 5      |        |
| Totale Vicenza  | Totale Vicenza  | Totale Vicenza  | 42         | 5          |                 | 1               | 0               |                    | -                  | -                  |             | -           | -           | 43     | 5      |        |
| 2017-gen. 2018  | Alessandria     | C               | 14         | 0          | CI+CI-C         | 0               | 0               | -                  | -                  | -                  | -           | -           | -           | 14     | 0      |        |
| gen.-giu. 2018  | Sambenedettese  | C               | 14+1       | 1          | CI+CI-C         | -               | -               | -                  | -                  | -                  | -           | -           | -           | 15     | 1      |        |
| 2018-gen. 2019  | Salernitana     | B               | 1          | 0          | CI              | 0               | 0               | -                  | -                  | -                  | -           | -           | -           | 1      | 0      |        |
| gen.-giu. 2019  | Reggina         | C               | 15+2       | 4          | CI+CI-C         | -               | -               | -                  | -                  | -                  | -           | -           | -           | 15     | 4      |        |
| 2019-2020       | Reggina         | C               | 25         | 4          | CI+CI-C         | 1+1             | 0               | -                  | -                  | -                  | -           | -           | -           | 27     | 4      |        |
| 2020-2021       | Reggina         | B               | 32         | 1          | CI              | 2               | 0               | -                  | -                  | -                  | -           | -           | -           | 34     | 1      |        |
| 2021-2022       | Reggina         | B               | 31         | 1          | CI              | 1               | 0               | -                  | -                  | -                  | -           | -           | -           | 31     | 1      |        |
| Totale Reggina  | Totale Reggina  | Totale Reggina  | 103+2      | 10         |                 | 5               | 0               |                    | -                  | -                  |             | -           | -           | 110    | 10     |        |
| 2022-2023       | Bari            | B               | 25+1       | 2          | CI              | 3               | 0               | -                  | -                  | -                  | -           | -           | -           | 28     | 2      |        |
| 2023-2024       | Bari            | B               | 20+1       | 0          | CI              | 1               | 0               | -                  | -                  | -                  | -           | -           | -           | 22     | 0      |        |
| 2024-2025       | Bari            | B               | 19         | 1          | CI              | 0               | 0               | -                  | -                  | -                  | -           | -           | -           | 19     | 1      |        |
| 2025-2026       | Bari            | B               | 0          | 0          | CI              | 1               | 0               | -                  | -                  | -                  | -           | -           | -           | 1      | 0      |        |
| Totale Bari     | Totale Bari     | Totale Bari     | 137        | 13         |                 | 8               | 1               |                    | -                  | -                  |             | -           | -           | 145    | 14     |        |
| Totale carriera | Totale carriera | Totale carriera | 392        | 42         |                 | 20              | 1               |                    | -                  | -                  |             | -           | -           | 412    | 43     |        |

## Palmarès

### Club

#### Competizioni nazionali
- Campionato italiano di Serie B: 1

Bari: 2008-2009
- Serie C: 1

Reggina: 2019-2020 (girone C)